# 1912年ウィンブルドン選手権
1912年 ウィンブルドン選手権（1912ねんウィンブルドンせんしゅけん、The Championships, Wimbledon 1912）に関する記事。イギリス・ロンドン郊外にある「オールイングランド・ローンテニス・アンド・クローケー・クラブ」にて開催。

## 大会の流れ
- 男女シングルス・男子ダブルスは「チャレンジ・ラウンド」（Challenge Round, 挑戦者決定戦）と「オールカマーズ・ファイナル」（All-Comers Final）方式で優勝を決定していた。大会前年度優勝者を除く選手は「チャレンジ・ラウンド」に出場し、前年度優勝者への挑戦権を争う。前年度優勝者は、無条件で「オールカマーズ・ファイナル」に出場できる。チャレンジ・ラウンドの勝者と前年度優勝者による「オールカマーズ・ファイナル」で、当年度の選手権優勝者を決定した。
- この年は、女子シングルスの前年度優勝者ドロテア・ダグラス・チェンバースが出場しなかった。前年度優勝者が出場しなかった場合は「オールカマーズ・ファイナル」がなくなるため、チャレンジ・ラウンドの決勝結果を優勝記録表に掲載する。
- 混合ダブルスは、1912年まで「選手権公認外競技」（Non-Championship Event）として扱われた。これは公式競技ではないため、ウィンブルドン選手権の優勝記録表には含まれていないが、日本語版の本記事では混合ダブルスの「選手権公認外競技」の結果も記載する。
- 女子ダブルスは、1908年から1912年まで開催されなかった。

## 大会前年度優勝者
- 男子シングルス： アンソニー・ワイルディング
- 女子シングルス： ドロテア・ダグラス・チェンバース　［大会不参加］
- 男子ダブルス： マックス・デキュジス＆ アンドレ・ゴベール

## 男子シングルス

### チャレンジラウンド
準々決勝
- アンドレ・ゴベール vs.  フリードリヒ・ラーヘ　6-1, 6-2, 7-5
- マックス・デキュジス vs.  ハーバート・ローパー・バレット　6-3, 7-5, 4-6, 6-4
- アルフレッド・ビーミッシュ vs.  ジェームズ・ジンマーマン　6-4, 6-3, 6-1
- アーサー・ゴア vs.  ロバート・パウエル　6-3, 6-2, 4-6, 6-2

準決勝
- アンドレ・ゴベール vs.  マックス・デキュジス　6-3, 6-3, 1-6, 4-6, 6-4
- アーサー・ゴア vs.  アルフレッド・ビーミッシュ　6-2, 0-6, 11-9, 6-4

決勝
- アーサー・ゴア vs.  アンドレ・ゴベール　9-7, 2-6, 7-5, 6-1

### オールカマーズ決勝
- アンソニー・ワイルディング vs.  アーサー・ゴア　6-4, 6-4, 4-6, 6-4　（ワイルディングが本大会の優勝者になる）

## 女子シングルス

### チャレンジラウンド
準々決勝
- シャーロット・クーパー・ステリー vs.  ウィニフレッド・ロングハースト　6-1, 6-3
- ドロシー・ホルマン vs.  アグネス・モートン　7-5, 6-2
- エセル・トムソン・ラーコム vs.  ウィニフレッド・マクネアー　6-2, 5-7, 6-0
- ブランチ・ビングリー・ヒルヤード vs.  エリザベス・ライアン　3-6, 8-6, 6-3

準決勝
- シャーロット・クーパー・ステリー vs.  ドロシー・ホルマン　6-3, 4-6, 7-5
- エセル・トムソン・ラーコム vs.  ブランチ・ビングリー・ヒルヤード　6-1, 6-0

決勝
- エセル・トムソン・ラーコム vs.  シャーロット・クーパー・ステリー　6-3, 6-1　（ここで優勝決定。トムソン・ラーコムが本大会の優勝者になる）

## 決勝戦の結果
男子シングルス
- アンソニー・ワイルディング vs.  アーサー・ゴア　6-4, 6-4, 4-6, 6-4　［オールカマーズ決勝］

女子シングルス
- エセル・トムソン・ラーコム vs.  シャーロット・クーパー・ステリー　6-3, 6-1　［チャレンジラウンド決勝］

男子ダブルス
- ハーバート・ローパー・バレット＆ チャールズ・ディクソン vs.  マックス・デキュジス＆ アンドレ・ゴベール　3-6, 6-3, 6-4, 7-5　［オールカマーズ決勝］

混合ダブルス
- ジェームズ・パーク＆ エセル・トムソン・ラーコム vs.  アルバート・プレブル＆ ドラ・ブースビー　6-4, 6-2　［選手権公認外競技］